# Ngor Okpala
Ngor Okpala è una delle ventisette aree a governo locale (local government areas) in cui è suddiviso lo stato di Imo, in Nigeria. 
Estesa su una superficie di 561 chilometri quadrati, conta una popolazione di 159.932 abitanti.